# Петер Варга (футболіст, 1897)
Петер Варга (угор. Varga Péter; нар. 8 квітня 1897 — пом. 23 вересня 1941) — угорський футболіст, що грав на позиції воротаря. Відомий виступами за клуби «Кішпешт» і «Уйпешт», а також національну збірну Угорщини.

## Клубна кар'єра
На найвищому рівні виступав у клубі «Кішпешт», зі складу якого викликався до національної збірної. Найвищим досягненням для гравця у чемпіонаті Угорщини стало друге місце у сезоні 1919–1920 років. Протягом сезону 1923–1924 років грав у команді «Уйпешт», у складі якої зіграв 12 матчів і став бронзовим призером чемпіонату 1924 року. Після цього ще два сезони грав у клубі «Кішпешт».

## Виступи за збірну
14 квітня 1918 року дебютував в офіційних матчах у складі національної збірної Угорщини в грі проти збірної Австрії (2:0). Загалом у складі головної команди країни зіграв 4 матчі у 1918—1921 роках.

## Статистика виступів за збірну
| Дата       | Місто    | Господарі | Результат | Гості     | Турнір           | Голи | Примітки |
| ---------- | -------- | --------- | --------- | --------- | ---------------- | ---- | -------- |
| 14/04/1918 | Будапешт | Угорщина  | 2 – 0     | Австрія   | товариський матч | -    |          |
| 12/05/1918 | Будапешт | Угорщина  | 2 – 1     | Швейцарія | товариський матч | -1   |          |
| 02/05/1920 | Відень   | Австрія   | 2 – 2     | Угорщина  | товариський матч | -2   |          |
| 24/04/1921 | Відень   | Австрія   | 4 – 1     | Угорщина  | товариський матч | -4   |          |
| Усього     |          | Матчів    | 4         |           | Голів            | -7   |          |